# Distretto di Careysburg
Il distretto di Careysburg è un distretto della Liberia facente parte della contea di Montserrado.